# Dorcadion beckeri
Dorcadion beckeri är en skalbaggsart. Dorcadion beckeri ingår i släktet Dorcadion och familjen långhorningar.

## Underarter
Arten delas in i följande underarter:
- D. b. beckeri
- D. b. koenigi